# Grand restaurant pana Septima
Grand restaurant pana Septima (ve francouzském originále Le Grand Restaurant) je francouzská komedie z roku 1966. Hlavní roli zde ztvárnil Louis de Funès.

## Děj
Pan Septime je majitel jedné z neslavnějších a nejlepších restaurací v Paříži. Obědvat k němu chodí vysocí policejní důstojníci i vládní činitelé. Jednoho dne však do restaurace dorazí delegace prezidenta Novalèse, představitele fiktivní jihoamerické země. Oznámí mu, že prezident by zde chtěl povečeřet, a proto musí místo prověřit.
Během večeře je prezident z restaurace unesen. Septime je otřesen, stejně tak jako vláda, policie i prezidentova sekretářka. Pařížský komisař Septimovi oznámí, že se patrně ve Francii nachází několik radikálů z Novalèsovy země, kteří by ho mohli chtít unést. Komisař a další policisté vymyslí a uskuteční plán. Použijí Septima jako návnadu. Vymyslí imaginárního únosce, který kontaktuje Septima, a pomocí vysílačky mu dává instrukce. Požaduje velký finanční obnost, se kterým má poté Septime jet podle jeho instrukcí.
Jak policie očekávala, na návnadu se chytí několik odpadlíků z Novalèsovy země, kteří ho plánovali unést, ale někdo je předstihl. I když prezidenta nemají, chtějí se zmocnit peněz.
Nakonec sám Novalès kontaktuje Septima, a vysvětlí mu, že ho nikdo neunesl, respektive že se unesl sám. Byl totiž vyčerpán svými prezidentskými povinnostmi, a tak si chtěl udělat ve Francii malou dovolenou. Fingoval tedy svůj únos, a nyní, aby odčinil potíže, které Septimovi způsobil, udělal z něho hrdinu, který prezidenta zachránil.

## Obsazení
| Louis de Funès          | Septime                        |
| Bernard Blier           | policejní komisař              |
| Maria-Rosa Rodriguezová | Sofia, prezidentova sekretářka |
| Paul Préboist           | čišník                         |
| Venantino Venantini     | Enrique                        |
| Folco Lulli             | prezident Novalès              |
| Noël Roquevert          | francouzský ministr            |